# 施普靈巴赫河
51°16′2″N 7°11′25″E / 51.26722°N 7.19028°E
施普靈巴赫河（德語：Springer Bach），是德國的河流，位於該國西部，處於北萊茵-威斯特法倫州，屬於伍珀河的左支流，河道全長1.1公里，流域面積0.6平方公里。